# Академия наук и литературы в Майнце
Академия наук и литературы в Майнце (нем. Akademie der Wissenschaften und der Literatur Mainz, сокр. AdW-Mainz) — общественная некоммерческая организация, научно-исследовательский центр при штаб-квартире Союза Академий наук Германии.

## История
Академия наук и литературы в Майнце была основана 9 июля 1949 г. по инициативе известного немецкого писателя Альфреда Дёблина (1878-1957) и ряда других деятелей науки и искусства. Новый научно-исследовательский центр создавался усилиями членов расформированной Прусской академии наук, оказавшихся во французской и британской оккупационных зонах Германии после Второй мировой войны. В известном смысле, академия наук в Майнце рассматривалась как западногерманская преемница Прусской академии, в противоположность формальной правопреемнице - Академии наук ГДР.
В основу проекта создания академии также были положены идеи Готфрида Вильгельма Лейбница, развивавшего концепцию институционализации науки в период своей службы при дворе курфюрста Майнцского. На гербе организации обозначен девиз: "Духом Лейбница" (лат. Genio Leibnitii).
После создания Союза Академий наук Германии именно академия в Майнце стала базовой площадкой для развития сотрудничества между региональными научно-исследовательскими центрами отдельных федеральных земель, здесь же была создана штаб-квартира этой организации.

## Структура
Академия наук и литературы в Майнце в организационном плане несколько отличается от структуры, традиционной для аналогичных учреждений Германии: как и Вестфальская академия наук она объединяет не только учёных, но и деятелей искусства. Выделяется 3 Класса в составе академии:
- Математико-естественнонаучный класс - имеет в своём составе 8 комиссий и исследовательских групп, главным образом в области медицины и биологии. Во главе класса Академик-секретарь, Вице-президент академии наук, профессор Герхард Вегнер[нем.] (нем. Prof. Dr. rer. nat., Dr. h.c. Gerhard Wegner).
- Класс гуманитарных и общественных наук - крупнейшее подразделение академии, включающее в себя 36 комиссий и исследовательских групп, осуществляющих проекты главным образом в области филологии и истории. Во главе класса Академик-секретарь, Вице-президент академии наук, профессор Гернот Вильгельм (нем. Prof. Dr. phil. Gernot Wilhelm).
- Класс литературы - осуществляет мероприятия по исследованию и активному формированию современного литературного процесса в Германии и немецкоговорящем мире. Во главе класса Академик-секретарь, Вице-президент академии наук, профессор Норберт Миллер (нем. Prof. Dr. phil. Norbert Miller).

Главой академии является Президент, которому подчиняется руководящий орган Академии - Правление - в составе Вице-президентов и их заместителей по должности. В настоящий момент должность президента академии занимает востоковед Гернот Вильгельм (нем. Gernot Wilhelm).

## Президенты
- Эльке Лютьен-Дреколль[нем.] — с 2005 по 2013
- Гернот Вильгельм[нем.] — с 2013